# Monture azimutale

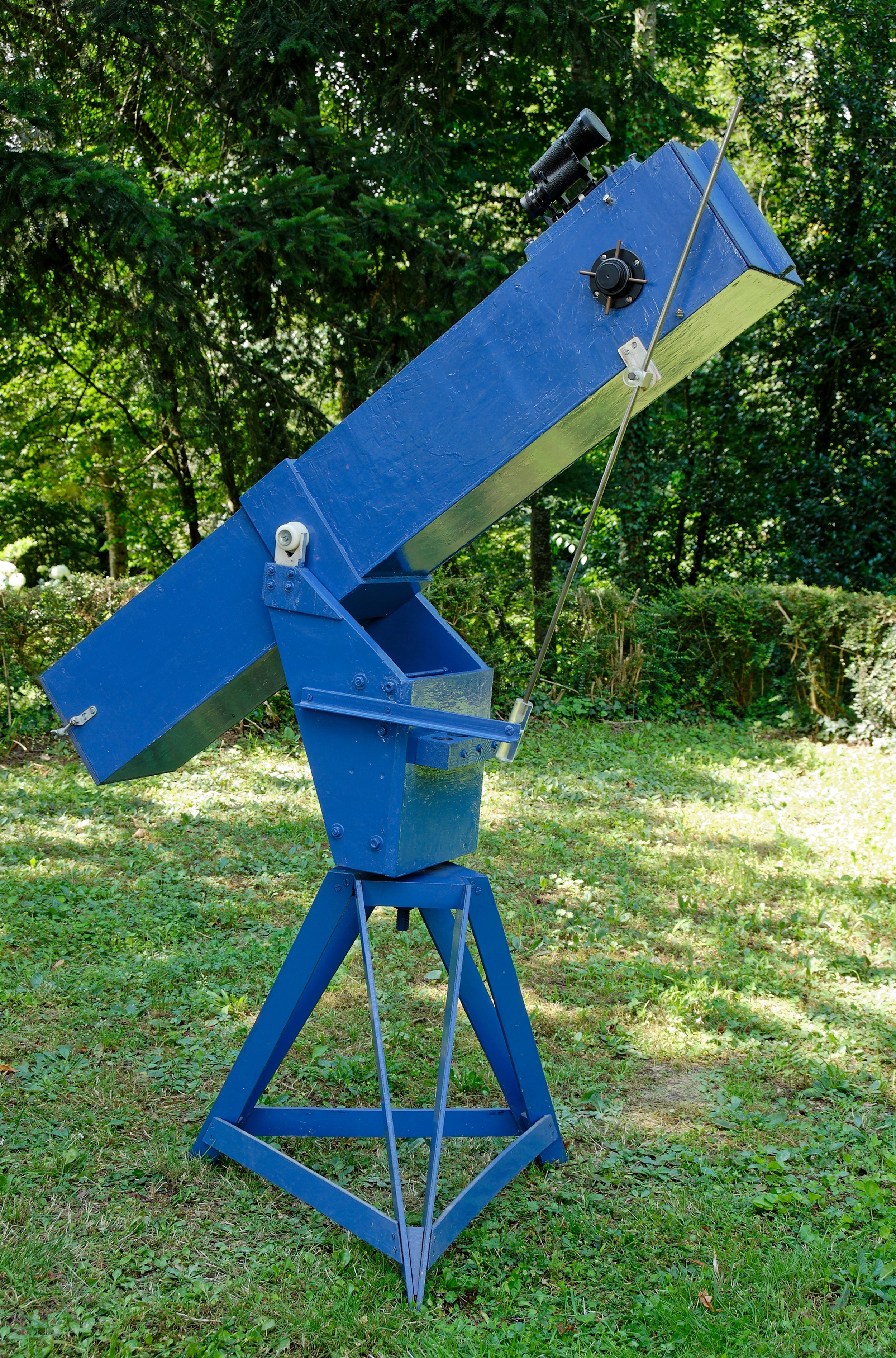
Monture azimutale construite d'après les plans issus de la Construction du télescope d'amateur de Jean Texereau

La monture azimutale est un type de monture sur laquelle repose un télescope qui se caractérise par sa simplicité conceptuelle, de mise en œuvre et de pointage. 
Elle s'oppose à la monture équatoriale plus lourde, plus complexe à mettre en place, mais aussi plus adaptée au suivi du mouvement apparent du ciel.

## Caractéristique
La monture azimutale comporte un axe horizontal (azimut) et un axe vertical (hauteur). Cette disposition permet le pointage intuitif des objets astronomiques. Ceci permet ainsi d'utiliser le système de coordonnées horizontales pour se repérer dans le ciel.
La réalisation mécanique est relativement simple et légère. Contrairement à la monture équatoriale, la position du centre de gravité n'est pas un problème pour les montures azimutales. Ainsi l'utilisation de contrepoids n'est pas nécessaire.
Ces qualités en font la monture de prédilection des télescopes, pour débutants mais aussi pour de grands instruments scientifiques.

## Utilisation

### Astronomie amateur

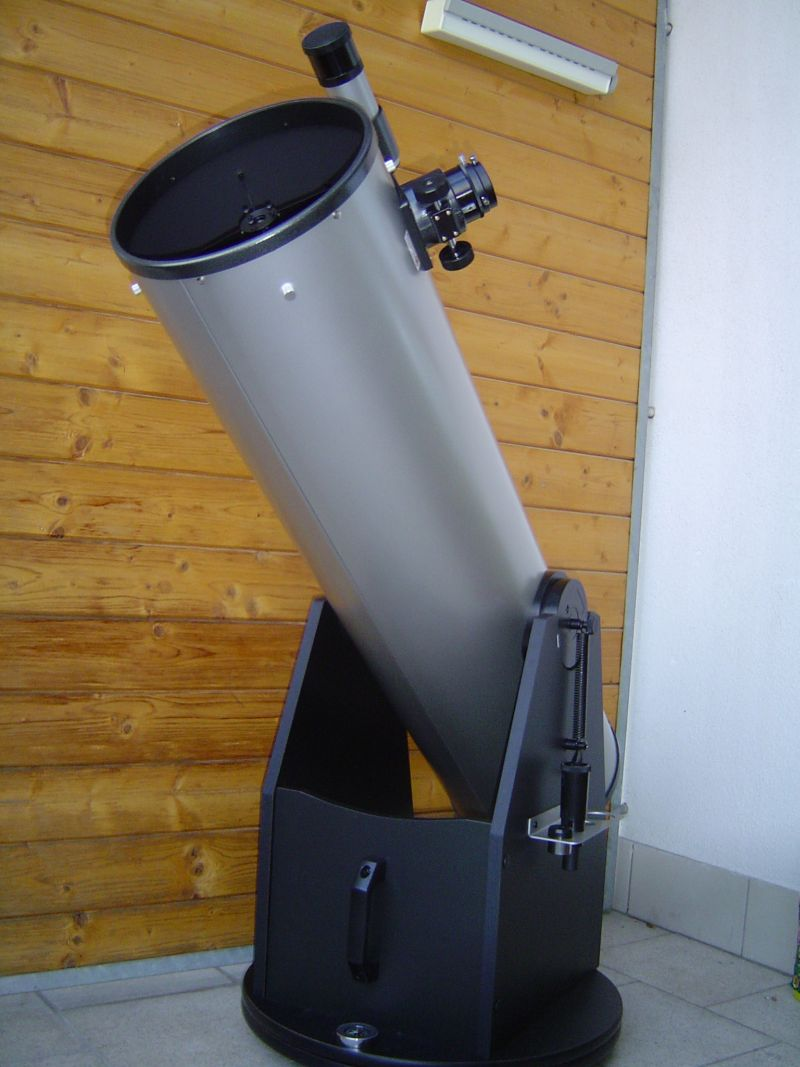
Monture de type Dobson

Les lunettes astronomiques sont les instruments les plus souvent utilisés avec ce type de monture (le plus souvent non motorisée). Avec la motorisation, d'autres types de télescopes peuvent être installés sur cette monture. Ceci est généralement le cas avec les télescopes de type Cassegrain, tels que les Schmidt-Cassegrain.
Les Dobson sont des télescopes possédant une monture de ce type intégrée à leur structure, mais généralement avec un léger décalage du centre de gravité (compensé par une friction plus importante sur l'axe horizontal, voire de légers contrepoids).

### Astronomie professionnelle
Du fait de leurs importantes contraintes mécaniques, c'est également le type de monture utilisé dans les grands télescopes scientifiques construits depuis la fin du XXe siècle. Ceci est notamment le cas des télescopes VLT, Keck, ELT... 
Ce type de monture permet ainsi de réduire le coût de tels instruments, en comparaison d'une installation sur une monture équatoriale.

## Motorisation
Ce type de monture est souvent équipé d'un système informatique GoTo pour le pointage d'objets dans le ciel.
Deux moteurs suffisent en visuel, en astrophotographie planétaire, lunaire ou solaire, voire en ciel profond pour des temps de pose relativement courts (typiquement, avec une optique lumineuse sans filtrage). Mais contrairement à une monture équatoriale à un seul moteur, ils doivent obligatoirement être asservis par un système électronique pour coordonner leur action.
Pour l'astrophotographie en ciel profond classique, où l'on a recours à des poses longues pour accumuler plus de lumière provenant des sources faibles observées, souvent filtrées (nébuleuses, galaxies), un troisième moteur - non pas intégré à la monture mais au niveau de l'imageur - est nécessaire. En effet, même lorsque les mouvements sont compensés en hauteur et azimut, le champ observé tourne lentement et accomplit une rotation complète en un jour sidéral. Pour comprendre ce phénomène, il suffit d'imaginer que l'instrument est pointé vers le pôle céleste : aucun mouvement n'est alors nécessaire en hauteur ni en azimut. En revanche, il est clair que le champ visé tourne apparemment autour du pôle céleste. La platine supportant l'instrumentation est mise en rotation afin de compenser cet effet. Cet accessoire porte parfois le nom de « dé-rotateur de champ ». Il est parfois possible de contourner ce problème en utilisant un dé-rotateur informatique qui va compiler plusieurs poses courtes (à ne pas confondre avec les dé-rotateurs informatiques qui traitent la rotation des planètes sur elles-mêmes). Enfin, on peut imaginer à l'avenir que les dispositifs de stabilisation de certains capteurs soient mis à contribution pour réaliser cette fonction (ils sont déjà parfois utilisés pour le suivi sidéral sur pied fixe).

## Inconvénient
Dans sa version non motorisée, la monture azimutale possède cependant un important inconvénient : il faut pouvoir gérer simultanément deux axes pour suivre le mouvement apparent d'un objet céleste dû à la rotation de la Terre. Aux forts grossissements (typiquement, ceux utilisés pour observer les planètes) cela peut être problématique pour un débutant, car le sujet risque de disparaître du champ de vision (et il faut alors recommencer la procédure de pointage). 
L'axe vertical peut avoir une précision assez approximative étant donné le fait qu'il dépend de la planitude du sol sur lequel la monture est posée.
De plus, sans motorisation, l'astrophotographie recourant à un suivi manuel est impossible de par les axes utilisés par cette monture. Pour une monture équatoriale, le suivi sans motorisation peut être envisageable.